# Le Maire-öarna

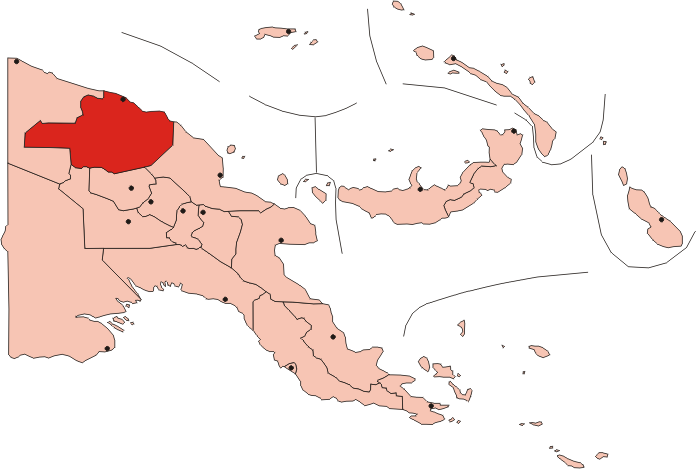
översiktskarta

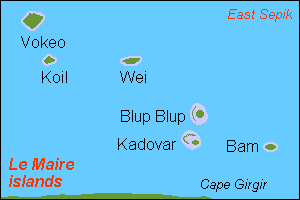
Le Maire-öarna

Le Maire-öarna (ofta även kallad Schouten-öarna) är en ögrupp som tillhör Papua Nya Guinea i västra Stilla havet.

## Geografi
Le Maire-öarna ligger utanför kusten i provinsen East Sepik på öns nordöstra del. Geografiskt ligger öarna i Melanesien.
Ögruppen har en area om cirka 40 km² fördelad på de större öarna
- Vokeo, huvudön, cirka 16 km²
- Bam, cirka 5 km²
- Blup Blup, cirka 3,5 km²
- Kadovar, cirka 3 km²
- Koil, cirka 2 km²
- Wei, cirka 9 km²

Huvudön är den västra Vokeo cirka 50 km utanför kusten med cirka 900 invånare och högsta höjden på cirka 620 m ö.h.

## Historia
Le Maire-öarna upptäcktes troligen redan 1545 av spanske kapten Ortiz de Retes men föll i glömska och upptäcktes igen 1616 av nederländske Willem Schouten och Jacob Le Maire under deras expedition i Stilla havet.
Det råder oklarheter om öarnas namn då det finns ytterligare en ögrupp som kallas Schoutenöarna beläget cirka 800 km längre västerut utanför Nya Guineas nördvästra kust.
Den franske kartografen Louis Isidore Duperrey namngav 1823 Le Maire-öarna som "Schouten-öarna" medan Le Maire hade döpt den västra ögruppen så, senare ändrades namnen.
Under den tyska kolonialtiden tillhörde området Tyska Nya Guinea.